# Micropsectra candida
Micropsectra candida är en tvåvingeart som beskrevs av Chaudhuri och Datta 1991. Micropsectra candida ingår i släktet Micropsectra och familjen fjädermyggor.
Artens utbredningsområde är Västbengalen (Indien). Inga underarter finns listade i Catalogue of Life.